# 久堂仁希
久堂 仁希（くどう にき）は、日本のイラストレーター、原画家。血液型はAB型、射手座。
Nikke（佐藤圭子）とコンビでK2商会のペンネームを使用している。ペンネームの由来は2人の本名のイニシャルがKであること。1つの作品で2人で描いたり、線画と色塗りで分担したり、片方はアイデア出しのみの関与など、形態はその都度異なる。

## 概要
- 主に小説の挿絵とゲーム作品のキャラクターデザインを担当。
- 好きなアニメは『宝島』、『愛の若草物語』、『装甲騎兵ボトムズ』。
- 「怪盗クイーン」の挿絵などを担当しているほう[3]

## 作品リスト

### 小説カバーイラスト・挿絵
- W.I.T.C.H.（エリザベス・レンハード著・ドリーム&マジック文庫）
- ぼくのフェラーリ（阪元純著・講談社文庫）
- ファンム・アレース（香月日輪著・講談社）
- オリエント急行とパンドラの匣（はやみねかおる著・青い鳥文庫）
- 青い鳥文庫25周年記念企画
  - おもしろい話が読みたい!（青龍編・白虎編）
  - 出逢い+1（怪盗クイーンの短編）
- 怪盗クイーンシリーズ（はやみねかおる著・青い鳥文庫）
- リキッド・ムーン（しのさき麻璃絵著・講談社X文庫ホワイトハート）

### ゲーム
- おしゃれ日記 - キャラクターデザイン・顔グラフィック原画・パッケージイラスト
- ぬし釣りアドベンチャー カイトの冒険 - キャラクターデザイン・顔グラフィック原画・パッケージイラスト
- 死者の呼ぶ館 - キャラクターデザイン・顔グラフィック原画・パッケージイラスト
- 鋼仁戦記 - キャラクターデザイン・イメージイラスト・パッケージイラスト
- ラングリッサーミレニアム - サブキャラクターデザイン・顔グラフィック原画+色塗り
- ラングリッサーミレニアムWS〜ザ・ラスト・センチュリー〜 - サブキャラクターデザイン・顔グラフィック原画

### 他のイラスト
- パワードール4タクティカルガイドブック（勁文社） - カバーイラスト（キャラ線画／色塗り）
- ディメンション・ゼロ（ブロッコリー）
- アクエリアンエイジ（ブロッコリー）
- オリオンの少年（ブロッコリー）
- デビルチルドレン（メディアファクトリー）
- 真・女神転生3 NOCTURNE（メディアファクトリー）